# St Cuthbert’s Church (Monkton)

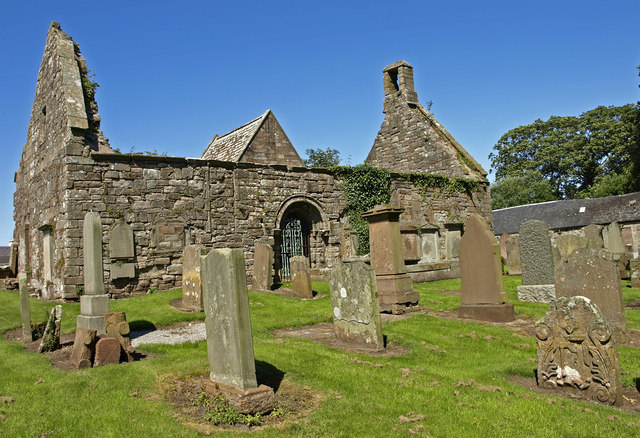
St Cuthbert’s Church

Die St Cuthbert’s Church ist die Ruine einer ehemaligen Pfarrkirche in der schottischen Ortschaft Monkton in der Council Area South Ayrshire. 1971 wurde das Bauwerk in die schottischen Denkmallisten in der höchsten Denkmalkategorie A aufgenommen.

## Geschichte
Spätestens im 12. Jahrhundert existierte ein Kirchengebäude an diesem Ort. Dieses unterstellte Walter FitzAlan, High Steward of Scotland, zwischen 1165 und 1172 der Abtei Paisley. Bei den heute erhaltenen Fragmenten handelt es sich um einen Nachfolgebau aus dem frühen 13. Jahrhundert. Das Gebäude war bis zur Fusion der Kirchengemeinden von Monkton und Prestwick im späten 16. Jahrhundert Pfarrkirche der Gemeinde. Eine Erweiterung an der Nordseite stammt aus nachreformatorischer Zeit. Im Laufe des 17. Jahrhunderts wurde der Innenraum modernisiert. Im Jahre 1837 wurde das Gebäude aufgegeben und ist heute nur noch als Ruine erhalten.

## Beschreibung
Die Ruine befindet sich auf einem umfriedeten Friedhof am Südrand von Monkton. Das längliche Gebäude weist eine Grundfläche von 13,8 m × 5,6 m auf. An der Nordseite geht außerdem ein Anbau mit Satteldach ab. Dieser misst 4,45 m × 4,15 m. Das Mauerwerk ist 1,1 m mächtig. Das Eingangsportal mit profilierter Laibung befindet sich an der Südseite. Ein weiterer Eingang an der Nordseite entspricht nicht mehr dem Originalzustand. Als Sturz wurde eine mittelalterliche Grabplatte eingesetzt. Auf dem Ostgiebel sitzt ein Dachreiter mit Geläut auf. Das ehemalige Satteldach ist zwischenzeitlich eingestürzt.